# Jean-Robert Argand

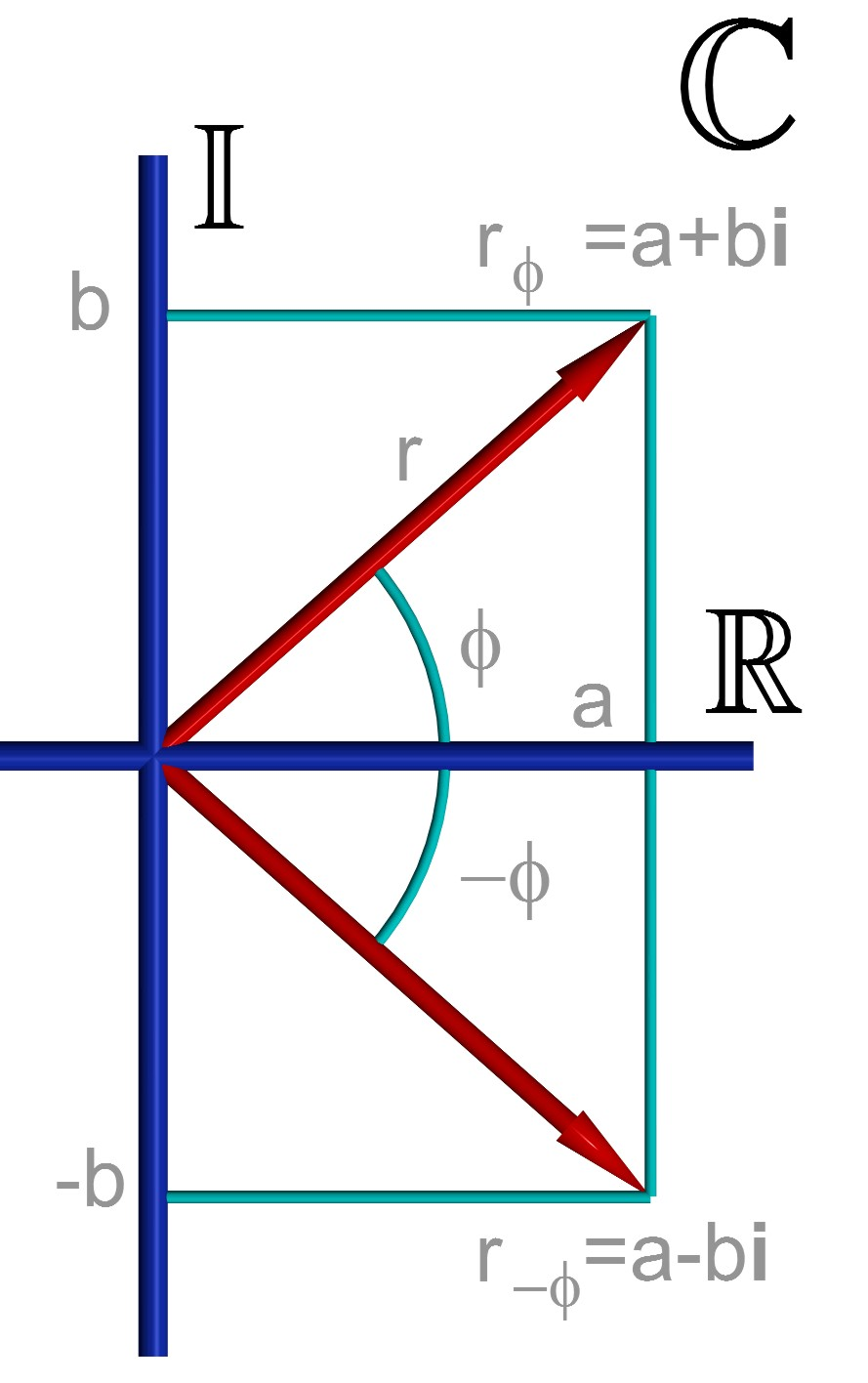
Representatie van een complex getal

Jean-Robert Argand (Genève, 18 juli 1768 – Parijs, 13 augustus 1822) was een Zwitserse wiskundige en politicus. Argand publiceerde in 1806 een geometrische interpretatie van de complexe getallen, het zogeheten Arganddiagram, waarin de imaginaire eenheid {\displaystyle i} als een rotatie van 90 graden wordt opgevat. 

## Levensloop
Argand was de zoon van de Jacques Argand en Eve Carnac. Zijn vader was juwelier en een bewonderaar van Rousseau. In 1795 trouwde hij met Françoise-Dorothée Blanc, dochter van Jean Blanc, afkomstig uit Lausanne. Het paar kreeg ten minste twee kinderen. Een zoon werd in Parijs geboren en bleef daar ook wonen. Zijn dochter, Jeanne-Françoise-Dorothée-Marie-Elizabeth Argand, trouwde Félix Bousquet en ging in Stuttgart wonen. 

## Politieke carrière
In de periode van 1791 tot 1794 nam Argand deel aan de revolutie in de Geneefse republiek. Vanaf 1792 was hij secretaris van de commissie van 40, het leidende platform van de "Egaliseurs". Deze "Egaliseurs' stonden voor politieke gelijkberechtiging van alle bevolkingsgroepen. Vanaf 1792 was hij lid, vanaf mei 1793 president van het voorlopige dagelijkse bestuur van de stadrepubliek Genève (Verwaltungskomitee). In 1794 werd hij in het parlement (Legislativkomitee) van de republiek gekozen. Ook werd hij lid van het revolutionair tribunaal, dat 37 mensen - vooral aristocraten, maar ook mensen die ervan verdacht werden met hen samen te werken - ter dood veroordeelde. Elf doodvonnissen werden ook daadwerkelijk voltrokken. 
Korte tijd later moest Argand Genève verlaten. Het patriciaat greep met hulp van Bernse- en Savoyse troepen opnieuw de macht. Hij ging in ballingschap in Frankrijk. Eerst woonde hij een tijdje in Sèvres, maar al snel vestigde hij zich als boekhandelaar in Parijs.

## Wiskundig werk
In 1806 gaf Argand anoniem en op eigen kosten zijn boek "Essai sur une manière de représenter les quantités imaginaires dans les constructions géométriques" uit, Hij droeg dit werk op aan alle burgers (citoyens) van de wereld.
De belangrijkste punten uit het werk:
- Tweede meetkundige weergave, (Wessel) was de eerste, van de complexe getallen in het complexe vlak, nu ook wel Arganddiagram genoemd, waarin {\displaystyle i} als een rotatie van 90 graden wordt opgevat.
- Het eerste gebruik van het woord ‘absoluut’ om de afstand tussen twee punten op een grafiek aan te geven, waar deze punten negatieve getallen representeren.
- Het gebruik van de streep boven twee letters, om wat later een ‘vector’ is gaan heten, aan te duiden.
- De introductie van de term modulus voor de lengte van een vector, die een complex getal weergeeft. Hierin liep hij vooruit op het werk van Cauchy.

Een exemplaar van dit werk werd naar Legendre gezonden. Deze zond het door naar François Français. Nadat deze laatste in 1810 stierf, vond diens broer, Jacques Français, het werk van Argand in diens nalatenschap. In september 1813 publiceerde Jacques Français een werk, waarin ook hij een geometrische representatie van de complexe getallen gaf, met daarin ook een aantal interessante toepassingen. In plaats van het idee van het complexe vlak als het zijne te benoemen, deed hij wat eerbaar is. Hij gaf aan dat het idee gebaseerd was op het werk van een hem onbekende wiskundige. Hij deed een oproep aan deze onbekende zich bekend te maken, zodat deze de hem toekomende erkenning in ontvangst kon nemen.

## Externe bron
- (de)  Jean-Robert Argand in Historisches Lexikon der Schweiz